# Craig Groeschel
Craig Groeschel (Houston, 2 december 1967) is de oprichter en leider van Life.Church (eerder bekend als LifeChurch.tv), een Amerikaanse kerk met zeventien locaties verdeeld over meerdere staten. Hij is getrouwd, heeft zes kinderen en woont in Edmond (Oklahoma).
Groeschel is geboren in Houston en groeide op in Oklahoma. Na de middelbare school ging hij naar Oklahama City University. Daar ontmoette hij zijn vrouw Amy. Ze trouwden in 1991.

## Lifechurch.tv
In 1996 startte Groeschel met een aantal mensen Life Covenant Church in een garage. Later vertelde Groeschel tegen BusinessWeek dat hij vooraf onderzoek had gedaan naar mensen die niet naar de kerk gingen. Groeschels stijl was succesvol en de kerk groeide snel. Een tweede afdeling was snel geboren. Toen in 2001 zijn vrouw van hun vierde kind moest bevallen in een nacht van zaterdag op zondag werd een vooraf opgenomen preek op scherm vertoond. In een korte film over de geschiedenis van Lifechurch.tv vertelde dat ondanks zijn lijfelijke afwezigheid in de ruimte zijn preek net zo goed werd ontvangen. Na deze gebeurtenis ontstond het idee de preek voortaan te filmen en live in andere afdelingen te vertonen. Hierdoor hebben alle campussen van Lifechurch op zondag dezelfde preek terwijl de rest van de kerkdienst lokaal wordt ingevuld. In 2009 was het de grootste kerk in de Verenigde Staten met dertien Life.Church-campussen.

## YouVersion
In 2007 startte Groeschel vanuit Lifechurch.tv de website YouVersion. Deze bevat Bijbelvertalingen, dagelijkse Bijbelstudies en preken. Hoewel Youversion in eerste instantie leek te mislukken werd ze sinds 2008 als mobiele app doorontwikkeld en is de YouVersion-app anno 2013 meer dan honderd miljoen keer geïnstalleerd.
Groeschel werd in 2006 benoemd tot meest invloedrijke kerkelijk leider in de Verenigde Staten. LifeChurch.tv werd in 2007 en 2008 door Outreach Magazine uitgeroepen tot meest vernieuwende kerk van de Verenigde Staten. Groeschel is tevens spreker op grote leiderschapsconferenties waaronder die van Hillsong en van Willow Creek Community Church.